# Kisaragi
Kisaragi è un film del 2007 diretto da Yuichi Sato.
La pellicola, di produzione giapponese, vede la partecipazione tra gli altri di Shun Oguri.

## Trama
È ormai passato un anno dal giorno in cui la bella modella Miki si è suicidata: cinque tra i suoi fans si riuniscono per celebrarne il ricordo. Ritrovatisi per la prima volta dopo il tragico avvenimento, iniziano a discutere su come sia stato possibile che una persona talmente espansiva ed estroversa abbia scelto di togliersi la vita.
Ricordano ancora come fosse ieri il fatto, e rimpiangono amaramente di non esser riusciti a far nulla per aiutarla: alla fine giungono ad una conclusione del tutto inaspettata, e cioè lei dev'esser stata sicuramente assassinata.
Ha il via così una serrata discussione che fa sorgere nei loro cuori i primi sospetti: più portano alla superficie i vari indizi e possibilità e più il caso acquista una sfumatura più misteriosa ed angosciante. Senza ancora rendersene pienamente conto, s'avvicinano sempre più alla verità.